# (17826) Normanwisdom
(17826) Normanwisdom est un astéroïde de la ceinture principale.

## Description
(17826) Normanwisdom est un astéroïde de la ceinture principale. Il fut découvert le 3 avril 1998 à Reedy Creek par John Broughton. Il présente une orbite caractérisée par un demi-grand axe de 3,08 UA, une excentricité de 0,12 et une inclinaison de 9,9° par rapport à l'écliptique.

## Compléments